# 経口投与

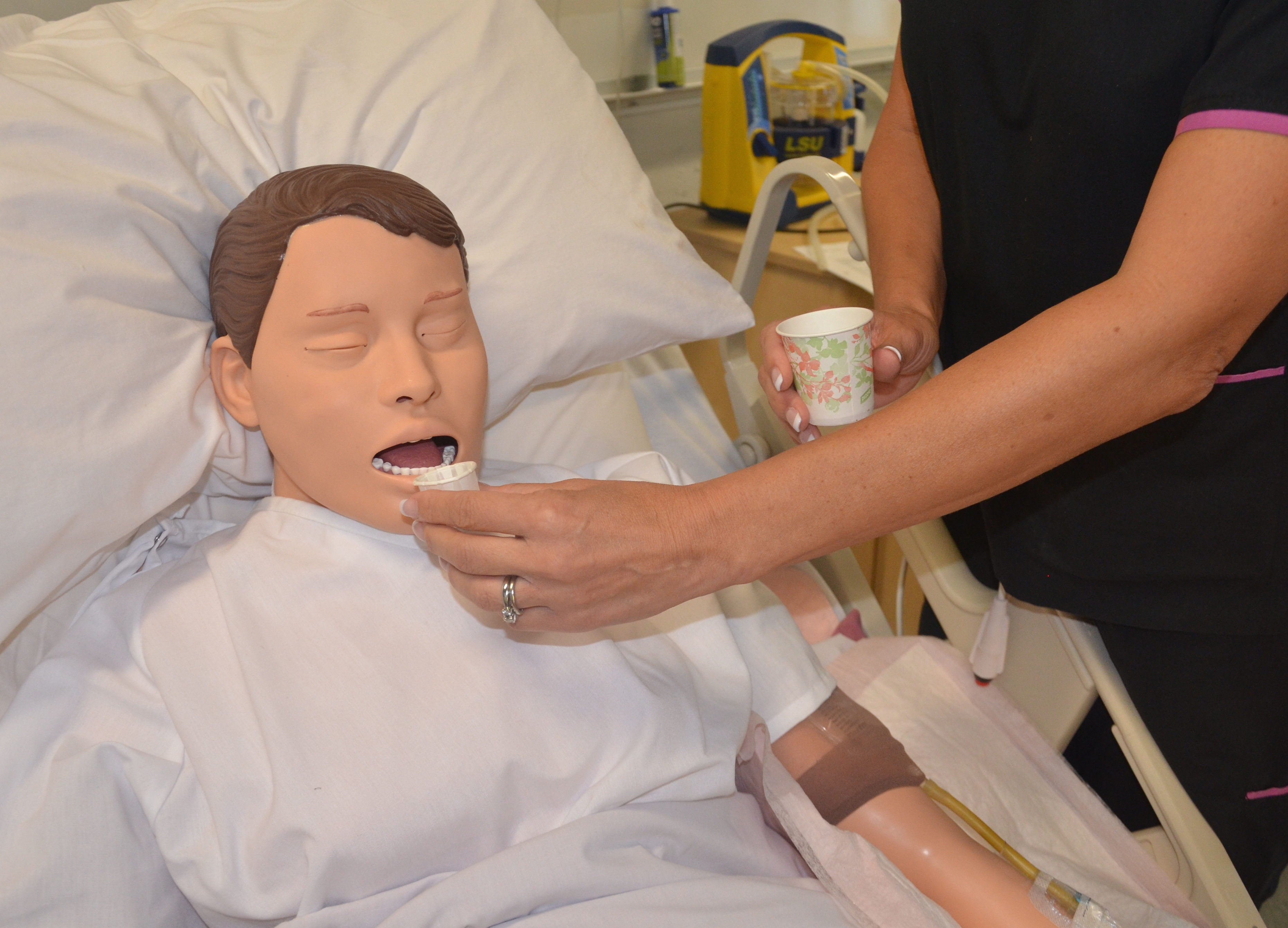
医療専門家による、ダミー人形を使った経口薬の投与の実演

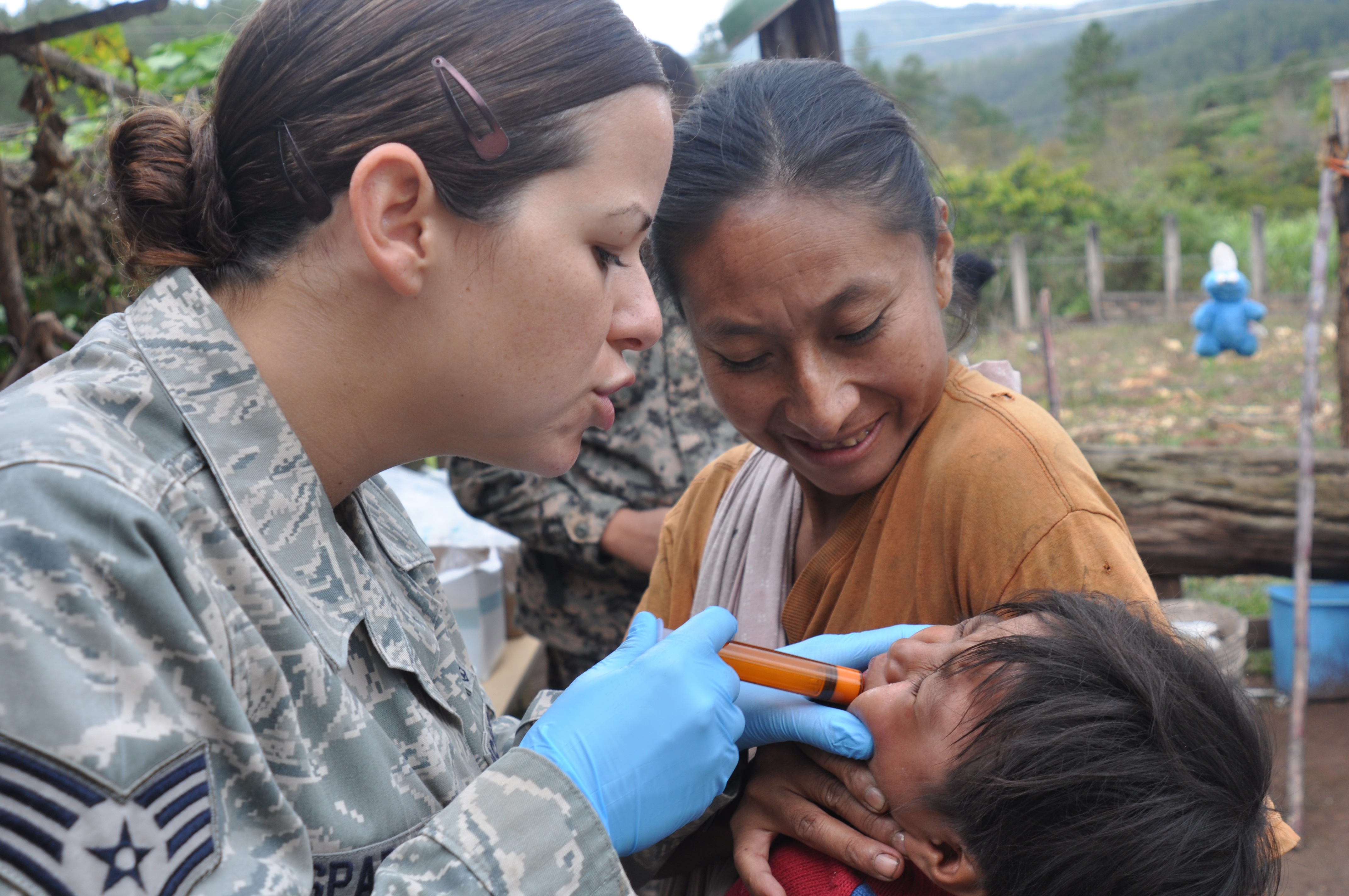
液剤の経口投与

経口投与（けいこうとうよ）は、薬剤を口から摂取し、消化器系から体内に取り入れる投与経路である。口から服用する製剤は内服薬と呼ばれ、薬物療法の多くでこの投与方法が採られる。

## 剤型
内服薬は固形製剤と液状製剤に大別でき、前者には錠剤や散剤、カプセル剤、顆粒剤、後者には液剤やシロップ剤がある。2021年度の日本の厚生労働省の薬事工業生産動態統計年報によると、当該年度中の生産金額総額のうち経口投与する製剤が56.2%、錠剤が44.5%と最も多い。錠剤の中には有効成分の放出特性を調節した腸溶性製剤や徐放性製剤がある。
口腔内の粘膜からの吸収を目的としたものは、腸から吸収される経口投与とは区別される。肝臓の初回通過効果を回避でき、即効性が期待できる。狭心症治療薬のニトログリセリンが代表的である。

## 経路
経口で摂取した薬剤は、口や胃から吸収される場合もあるが、通常は小腸の腸壁から吸収される。
水や消化液で溶解された薬剤は、主に小腸で消化管腔から消化管上皮細胞を経て毛細血管に吸収される。門脈を通って肝臓に達した有効成分は代謝され、体循環に乗り標的部位に到達する。消化管上皮細胞で生体膜を通過して細胞に取り込まれる際、脂溶性の薬物の多くは受動拡散により高濃度側から低濃度側に移動する。水溶性のものはトランスポーターを介して能動拡散により体内に取り込まれるが、低濃度側から高濃度側に遡る過程でエネルギーを必要とする。トランスポーターには取り込みを行うものと排出を担うものに大別でき、小腸上皮細胞の管腔側ではOATPが取り込みトランスポーター、BCRPやMRP2は排出トランスポーターとして働く。排出トランスポーターはアデノシン三リン酸（adenosine triphosphate、ATP）をエネルギー源とすることからATP-binding cassette transportersの頭文字を採りABC輸送体と呼ばれる。
服用してから胃→腸管→肝臓→全身循環の経過で薬物が減少することを初回通過効果、服用した薬物が全身循環に到達する割合をバイオアベイラビリティという。小腸にはシトクロムやグルクロン酸抱合酵素、硫酸抱合酵素があり、これらの薬物代謝により初回通過効果を受ける。肝臓では門脈から中心静脈に向かって血液がゆっくり流れる。その際、薬物は肝細胞の基底膜側（血液側）から取り込まれ、薬物代謝を受けた後、胆管側膜に発現する ABC輸送体により 胆汁中へ排出される。

## 利点・問題点と注意点
経口投与は、注射などの他の投与経路よりも簡単で痛みも少ない。しかし、作用発現は比較的遅く、消化器系で適切に吸収されなかったり、血流に到達する前に消化酵素によって分解されたりする場合には、有効性が低下する。一部の薬剤は、経口摂取すると、吐き気や嘔吐などの胃腸の副作用を引き起こす可能性がある。経口投与は、意識のある患者および嚥下可能な患者にのみ適用できる。非ステロイド性抗炎症薬の多くやアスピリンは胃や小腸を傷つけることがあり、これによりすでにある消化器潰瘍が悪化したり、新たに潰瘍が生じる場合もある。
一般的な内服薬は、コップ1杯（約200cc）ほどの水または白湯で服用することを前提に作られている。口腔内崩壊錠など水なしで服用できるよう設計されている内服薬以外を、水なしで服用した場合には十分に溶けきらず吸収しきれなかったり、カプセル剤ではのどや食道に貼り付き粘膜を痛める場合がある。嚥下機能が十分でない小児や高齢者が安全に服薬するための補助ゼリーも市販されている。
一部の降圧薬は、グレープフルーツ果汁に含まれるフラノクマリンが小腸にある薬物代謝酵素の働きを弱め、想定より強すぎる効果が発現することがある。グレープフルーツの果汁やジュースと薬物相互作用を起こす薬剤は多く、重篤な副作用を起こす場合もあるので薬剤師に相談することが望ましい。カフェインを含有する薬剤では、コーヒーやエナジードリンクなどで服用するとカフェインの過剰摂取となる場合がある。ミクロゾームエタノール酸化酵素系はエタノールと薬物の双方を代謝する酵素であるが、競合するとエタノールの代謝を優先する。このため薬剤の血中濃度が上昇する。また、中枢神経抑制剤としての作用を持つエタノールと、同種の作用を持つ薬剤を同時に服用することは、作用が過剰になるおそれがある。酒で薬を服用する行為は、厳に避けるべきである。

## 略語
処方箋などでは、「PO」あるいは「p.o.」と略記することがある。これはラテン語のper os（経口で）に由来する。